# The Place Beyond the Winds
The Place Beyond the Winds er en amerikansk stumfilm fra 1916 af Joe De Grasse.

## Medvirkende
- Dorothy Phillips som Priscilla Glenn.
- Jack Mulhall som Dick Travers.
- Lon Chaney som Jerry Jo.
- Joseph De Grasse som Anton Farwell.
- C. Norman Hammond som Nathan Glenn.